# Shōhei Okuno
Shōhei Okuno (jap. 奥野将平 Okuno Shōhei; ur. 18 sierpnia 1990 w Osace) – japoński piłkarz występujący na pozycji pomocnika. Wychowanek Gamby Osaka, w swojej karierze reprezentował także barwy FK Auda, Slobody Užice, Pogoni Szczecin, Bytovii Bytów i Albion Park White Eagles.